# Lights Out (pel·lícula de 2024)
Lights Out és una pel·lícula de thriller d'acció nord-americana de 2024 dirigida per Christian Sesma i protagonitzada per Frank Grillo, Mekhi Phifer, Jaime King, Dermot Mulroney i Scott Adkins. Ha estat subtitulada al català.

## Repartiment
- Frank Grillo com a Michael "Duffy" Duffield, un sense sostre veterà de guerra[2]
- Mekhi Phifer com a Max Bomer, el seu excomandant[2]
- Jaime King com a Ellen Ridgway, oficial de policia[2]
- Dermot Mulroney com a Sage Parker, un criminal[2]
- Scott Adkins com a Don 'The Reaper' Richter
- Donald Cerrone com a Carter
- Amaury Nolasco com a Fosco
- JuJu Chan com a Lynx
- Justin Furstenfeld com a Stan 'The Man' Lazare
- Erica Peeples com a Rachel Bomer

## Producció
Al gener de 2022, es va informar que Frank Grillo, Mekhi Phifer, Scott Adkins i Dermot Mulroney van ser elegits per a la pel·lícula.
El mes següent, Justin Furstenfeld, Amaury Nolasco, Donald Cerrone, Jaime King, JuJu Chan i Erica Peeples es van unir a l'equip.
El rodatge va tenir lloc a Santa Clarita, Califòrnia, el febrer de 2022.